# Михайловська (Верховазький район)
Миха́йловська (рос. Михайловская) — присілок у складі Верховазького району Вологодської області, Росія. Входить до складу Морозовського сільського поселення.

## Населення
Населення — 17 осіб (2010; 23 у 2002).
Національний склад (станом на 2002 рік):
- росіяни — 100 %